# WTA de Roma
O WTA de Roma – ou Internazionali BNL d'Italia, atualmente – é um torneio de tênis profissional feminino, de nível WTA 1000.
Realizado em Roma, capital da Itália, existe desde 1930. Excepcionalmente, teve edições em Milão (1934–1930) e Turim (1961) durante a época amadora. Como Italian Open, depois da fundação da Associação de Tênis Feminino (WTA), aconteceu em Perúgia (1986, 1984–1980) e Tarento (1985). Os jogos são disputados em quadras de saibro durante o mês de maio.

## Finais

### Simples
| Ano                                     | Campeã                      | Vice-campeã             | Resultado      |
| --------------------------------------- | --------------------------- | ----------------------- | -------------- |
| 2025                                    | Jasmine Paolini             | Coco Gauff              | 6–4, 6–2       |
| 2024                                    | Iga Świątek                 | Aryna Sabalenka         | 6–2, 6–3       |
| 2023                                    | Elena Rybakina              | Anhelina Kalinina       | 6–4, 1–0, ab.  |
| 2022                                    | Iga Świątek                 | Ons Jabeur              | 6–2, 6–2       |
| 2021                                    | Iga Świątek                 | Karolína Plíšková       | 6–0, 6–0       |
| 2020                                    | Simona Halep                | Karolína Plíšková       | 6–0, 2–1, ab.  |
| 2019                                    | Karolína Plíšková           | Johanna Konta           | 6–3, 6–4       |
| 2018                                    | Elina Svitolina             | Simona Halep            | 6–0, 6–4       |
| 2017                                    | Elina Svitolina             | Simona Halep            | 4–6, 7–5, 6–1  |
| 2016                                    | Serena Williams             | Madison Keys            | 7–65, 6–3      |
| 2015                                    | Maria Sharapova             | Carla Suárez Navarro    | 4–6, 7–5, 6–1  |
| 2014                                    | Serena Williams             | Sara Errani             | 6–3, 6–0       |
| 2013                                    | Serena Williams             | Victoria Azarenka       | 6–1, 6–3       |
| 2012                                    | Maria Sharapova             | Li Na                   | 4–6, 6–4, 7–65 |
| 2011                                    | Maria Sharapova             | Samantha Stosur         | 6–2, 6–4       |
| 2010                                    | María José Martínez Sánchez | Jelena Janković         | 7–65, 7–5      |
| 2009                                    | Dinara Safina               | Svetlana Kuznetsova     | 6–3, 6–2       |
| 2008                                    | Jelena Janković             | Alizé Cornet            | 6–2, 6–2       |
| 2007                                    | Jelena Janković             | Svetlana Kuznetsova     | 7–5, 6–1       |
| 2006                                    | Martina Hingis              | Dinara Safina           | 6–2, 7–5       |
| 2005                                    | Amélie Mauresmo             | Patty Schnyder          | 2–6, 6–3, 6–4  |
| 2004                                    | Amélie Mauresmo             | Jennifer Capriati       | 3–6, 6–3, 7–6  |
| 2003                                    | Kim Clijsters               | Amélie Mauresmo         | 3–6, 7–6, 6–2  |
| 2002                                    | Serena Williams             | Justine Henin           | 7–6, 6–4       |
| 2001                                    | Jelena Dokić                | Amélie Mauresmo         | 7–6, 6–1       |
| 2000                                    | Monica Seles                | Amélie Mauresmo         | 6–2, 7–6       |
| 1999                                    | Venus Williams              | Mary Pierce             | 6–4, 6–2       |
| 1998                                    | Martina Hingis              | Venus Williams          | 6–3, 2–6, 6–3  |
| 1997                                    | Mary Pierce                 | Conchita Martínez       | 6–4, 6–2       |
| 1996                                    | Conchita Martínez           | Martina Hingis          | 6–2, 6–3       |
| 1995                                    | Conchita Martínez           | Arantxa Sánchez Vicario | 6–3, 6–1       |
| 1994                                    | Conchita Martínez           | Martina Navrátilová     | 7–6, 6–4       |
| 1993                                    | Conchita Martínez           | Gabriela Sabatini       | 7–5, 6–1       |
| 1992                                    | Gabriela Sabatini           | Monica Seles            | 7–5, 6–4       |
| 1991                                    | Gabriela Sabatini           | Monica Seles            | 6–3, 6–2       |
| 1990                                    | Monica Seles                | Martina Navrátilová     | 6–1, 6–1       |
| 1989                                    | Gabriela Sabatini           | Arantxa Sánchez         | 6–2, 5–7, 6–4  |
| 1988                                    | Gabriela Sabatini           | Helen Kelesi            | 6–1, 6–7, 6–1  |
| 1987                                    | Steffi Graf                 | Gabriela Sabatini       | 7–5, 4–6, 6–2  |
| Torneio não realizado entre 1986 e 1980 |                             |                         |                |
| 1979                                    | Tracy Austin                | Sylvia Hanika           | 6–4, 1–6, 6–3  |
| 1978                                    | Regina Maršíková            | Virginia Ruzici         | 7–5, 7–5       |
| 1977                                    | Janet Newberry              | Renáta Tomanová         | 6–3, 7–6       |
| 1976                                    | Mima Jaušovec               | Lesley Hunt             | 6–1, 6–3       |
| 1975                                    | Chris Evert                 | Martina Navrátilová     | 6–1, 6–0       |
| 1974                                    | Chris Evert                 | Martina Navrátilová     | 6–3, 6–3       |
| 1973                                    | Evonne Goolagong            | Chris Evert             | 7–6, 6–0       |
| 1972                                    | Linda Tuero                 | Olga Morozova           | 6–4, 6–3       |
| 1971                                    | Virginia Wade               | Helga Masthoff          | 6–4, 6–4       |
| 1970                                    | Billie Jean King            | Julie Heldman           | 6–1, 6–3       |
| 1969                                    | Julie Heldman               | Kerry Melville          | 7–5, 6–3       |
| 1968                                    | Lesley Bowrey               | Margaret Court          | 2–6, 6–2, 6–3  |
| 1967                                    | Lesley Turner               | Maria Esther Bueno      | 6–3, 6–3       |
| 1966                                    | Ann Jones                   | Annette Van Zyl         | 8–6, 6–1       |
| 1965                                    | Maria Esther Bueno          | Nancy Richey            | 6–1, 1–6, 6–3  |
| 1964                                    | Margaret Smith              | Lesley Turner           | 6–1, 6–1       |
| 1963                                    | Margaret Smith              | Lesley Turner           | 6–3, 6–4       |
| 1962                                    | Margaret Smith              | Maria Esther Bueno      | 8–6, 5–7, 6–4  |
| 1961                                    | Maria Esther Bueno          | Lesley Turner           | 6–4, 6–4       |
| 1960                                    | Zsuzsi Kormoczy             | Ann Haydon              | 6–4, 4–6, 6–1  |
| 1959                                    | Christine Truman            | Sandra Reynolds         | 6–0, 6–1       |
| 1958                                    | Maria Esther Bueno          | Lorraine Coghlan        | 3–6, 6–3, 6–3  |
| 1957                                    | Shirley Bloomer             | Dorothy Knode           | 1–6, 9–7, 6–2  |
| 1956                                    | Althea Gibson               | Zsuzsi Kormoczy         | 6–3, 7–5       |
| 1955                                    | Patricia Ward               | Erika Vollmer           | 6–4, 6–3       |
| 1954                                    | Maureen Connolly            | Patricia Ward           | 6–3, 6–0       |
| 1953                                    | Doris Hart                  | Maureen Connolly        | 4–6, 9–7, 6–3  |
| 1952                                    | Susan Partridge             | M.P. Harrison           | 6–3, 7–5       |
| 1951                                    | Doris Hart                  | Shirley Fry             | 6–3, 8–6       |
| 1950                                    | Annelise Bossi              | Joan Curry              | 6–4, 6–4       |
| Torneio não realizado entre 1949 e 1936 |                             |                         |                |
| 1935                                    | Hilde Sperling              | Lucia Valerio           | 6–4, 6–1       |
| 1934                                    | Helen Jacobs                | Lucia Valerio           | 6–3, 6–0       |
| 1933                                    | Elizabeth Ryan              | Ida Adamoff             | 6–1, 6–1       |
| 1932                                    | Ida Adamoff                 | Lucia Valerio           | 6–4, 7–5       |
| 1931                                    | Lucia Valerio               | Dorothy Andrus          | 2–6, 6–2, 6–2  |
| 1930                                    | Lilí de Álvarez             | Lucia Valerio           | 3–6, 8–6, 6–0  |

### Duplas
| Ano                                     | Campeãs                                       | Vice-campeãs                                       | Resultado         |
| --------------------------------------- | --------------------------------------------- | -------------------------------------------------- | ----------------- |
| 2025                                    | Sara Errani Jasmine Paolini                   | Veronika Kudermetova Elise Mertens                 | 6–4, 7–5          |
| 2024                                    | Sara Errani Jasmine Paolini                   | Coco Gauff Erin Routliffe                          | 6–3, 4–6, [10–8]  |
| 2023                                    | Storm Hunter Elise Mertens                    | Coco Gauff Jessica Pegula                          | 6–4, 6–4          |
| 2022                                    | Veronika Kudermetova Anastasia Pavlyuchenkova | Gabriela Dabrowski Giuliana Olmos                  | 1–6, 6–4, [10–7]  |
| 2021                                    | Sharon Fichman Giuliana Olmos                 | Kristina Mladenovic Markéta Vondroušová            | 4–6, 4–5, [10–5]  |
| 2020                                    | Hsieh Su-wei Barbora Strýcová                 | Anna-Lena Grönefeld Raluca Olaru                   | 6–2, 6–2          |
| 2019                                    | Victoria Azarenka Ashleigh Barty              | Anna-Lena Grönefeld Demi Schuurs                   | 4–6, 6–0, [10–3]  |
| 2018                                    | Ashleigh Barty Demi Schuurs                   | Andrea Sestini Hlaváčková Barbora Strýcová         | 6–3, 6–4          |
| 2017                                    | Chan Yung-jan Martina Hingis                  | Ekaterina Makarova Elena Vesnina                   | 7–5, 7–64         |
| 2016                                    | Martina Hingis Sania Mirza                    | Ekaterina Makarova Elena Vesnina                   | 6–1, 56–7, [10–3] |
| 2015                                    | Tímea Babos Kristina Mladenovic               | Martina Hingis Sania Mirza                         | 6–4, 6–3          |
| 2014                                    | Květa Peschke Katarina Srebotnik              | Sara Errani Roberta Vinci                          | 4–0, ab.          |
| 2013                                    | Hsieh Su-wei Peng Shuai                       | Sara Errani Roberta Vinci                          | 6–4, 6–3, [10–8]  |
| 2012                                    | Sara Errani Roberta Vinci                     | Ekaterina Makarova Elena Vesnina                   | 6–2, 7–5          |
| 2011                                    | Peng Shuai Zheng Jie                          | Vania King Yaroslava Shvedova                      | 6–2, 6–3          |
| 2010                                    | Gisela Dulko Flavia Pennetta                  | Nuria Llagostera Vives María José Martínez Sánchez | 6–4, 6–2          |
| 2009                                    | Hsieh Su-wei Peng Shuai                       | Daniela Hantuchová Ai Sugiyama                     | 7–5, 7–65         |
| 2008                                    | Chan Yung-jan Chuang Chia-jung                | Iveta Benešová Janette Husárová                    | 7–65, 6–3         |
| 2007                                    | Nathalie Dechy Mara Santangelo                | Tathiana Garbin Roberta Vinci                      | 6–4, 6–1          |
| 2006                                    | Daniela Hantuchová Ai Sugiyama                | Květa Peschke Francesca Schiavone                  | 3–6, 6–3, 6–1     |
| 2005                                    | Cara Black Liezel Huber                       | Maria Kirilenko Anabel Medina Garrigues            | 6–0, 4–6, 6–1     |
| 2004                                    | Nadia Petrova Meghann Shaughnessy             | Virginia Ruano Pascual Paola Suárez                | 2–6, 6–3, 6–3     |
| 2003                                    | Svetlana Kuznetsova Martina Navrátilová       | Jelena Dokić Nadia Petrova                         | 6–4, 5–7, 6–2     |
| 2002                                    | Virginia Ruano Pascual Paola Suárez           | Conchita Martínez Patricia Tarabini                | 6–3, 6–4          |
| 2001                                    | Cara Black Elena Likhovtseva                  | Paola Suárez Patricia Tarabini                     | 6–1, 6–1          |
| 2000                                    | Lisa Raymond Rennae Stubbs                    | Arantxa Sánchez Vicario Magüi Serna                | 6–3, 4–6, 6–2     |
| 1999                                    | Martina Hingis Anna Kournikova                | Alexandra Fusai Nathalie Tauziat                   | 6–2, 6–2          |
| 1998                                    | Virginia Ruano-Pascual Paola Suárez           | Amanda Coetzer Arantxa Sánchez Vicario             | 7–61, 6–4         |
| 1997                                    | Nicole Arendt Manon Bollegraf                 | Conchita Martínez Patricia Tarabini                | 6–2, 6–4          |
| 1996                                    | Arantxa Sánchez Vicario Irina Spîrlea         | Gigi Fernández Martina Hingis                      | 6–4, 3–6, 6–3     |
| 1995                                    | Mary Joe Fernández Natasha Zvereva            | Conchita Martínez Patricia Tarabini                | 4–6, 7–63, 6–4    |
| 1994                                    | Mary Joe Fernández Natalia Zvereva            | Gabriela Sabatini Brenda Schultz                   | 6–1, 6–3          |
| 1993                                    | Jana Novotná Arantxa Sánchez Vicario          | Mary Joe Fernández Zina Garrison-Jackson           | 6–4, 6–2          |
| 1992                                    | Monica Seles Helena Suková                    | Katerina Maleeva Barbara Rittner                   | 6–1, 6–2          |
| 1991                                    | Jennifer Capriati Monica Seles                | Nicole Provis Elna Reinach                         | 7–5, 6–2          |
| 1990                                    | Helen Kelesi Monica Seles                     | Laura Garrone Laura Golarsa                        | 6–3, 6–4          |
| 1989                                    | Elizabeth Smylie Janine Tremelling            | Manon Bollegraf Mercedes Paz                       | 6–4, 6–3          |
| 1988                                    | Jana Novotná Catherine Suire                  | Jenny Byrne Janine Tremelling                      | 6–3, 4–6, 7–5     |
| 1987                                    | Martina Navrátilová Gabriela Sabatini         | Claudia Kohde-Kilsch Helena Suková                 | 6–4, 6–1          |
| Torneio não realizado entre 1986 e 1980 |                                               |                                                    |                   |
| 1979                                    | Betty Stöve Wendy Turnbull                    | Evonne Cawley Kerry Reid                           | 6–3, 6–4          |
| 1978                                    | Mima Jaušovec Virginia Ruzici                 | Florenta Mihai Betsy Nagelsen                      | 6–2, 2–6, 7–6     |
| 1977                                    | Brigitte Cuypers Marise Kruger                | Bunny Bruning Sharon Walsh                         | 3–6, 7–5, 6–2     |
| 1976                                    | Linky Boshoff Ilana Kloss                     | Virginia Ruzici Mariana Simionescu                 | 6–1, 6–2          |
| 1975                                    | Chris Evert Martina Navrátilová               | Sue Barker Glynis Coles                            | 6–1, 6–2          |
| 1974                                    | Olga Morozova Virginia Wade                   | Martina Navrátilová Renáta Tomanová                | 3–6, 6–2, 7–5     |
| 1973                                    | Olga Morozova Virginia Wade                   | Martina Navrátilová Renáta Tomanová                | 3–6, 6–2, 7–5     |
| 1972                                    | Lesley Hunt Olga Morozova                     | Gail Chanfreau Rosalba Vido                        | 6–3, 6–4          |
| 1971                                    | Helga Masthoff Virginia Wade                  | Lesley Bowrey Helen Gourlay                        | 5–7, 6–2, 6–2     |
| 1970                                    | Rosemary Casals Billie Jean King              | Françoise Dürr Virginia Wade                       | 6–2, 3–6, 9–7     |
| 1969                                    | Françoise Dürr Ann Jones                      | Rosemary Casals Billie Jean King                   | 6–3, 3–6, 6–2     |
| 1968                                    | Margaret Court Virginia Wade                  | Annette Van Zyl Pat Walkden                        | 6–2, 7–5          |
| 1967                                    | Rosemary Casals Lesley Turner                 | Sylvana Lazzarino Lea Pericoli                     | 7–5, 7–5          |
| 1966                                    | Norma Baylon Annette Van Zyl                  | Ann Jones Elizabeth Starkie                        | 6–3, 1–6, 6–2     |
| 1965                                    | Madonna Schacht Annette Van Zyl               | Syvana Lazzarino Lea Pericoli                      | 2–6, 6–2, 12–10   |
| 1964                                    | Margaret Smith Lesley Turner                  | Syvana Lazzarino Lea Pericoli                      | 6–1, 6–2          |
| 1963                                    | Robyn Ebbern Margaret Smith                   | Syvana Lazzarino Lea Pericoli                      | 6–2, 6–3          |
| 1962                                    | Maria Esther Bueno Darlene Hard               | Syvana Lazzarino Lea Pericoli                      | 6–2, 6–3          |
| 1961                                    | Jan Lehane Lesley Turner                      | Mary Reitano Margaret Smith                        | 2–6, 6–1, 6–1     |
| 1960                                    | Margaret Hellyer Yola Ramírez                 | Shirley Brasher Ann Haydon                         | 6–4, 6–4          |
| 1959                                    | Yola Ramírez Rosie Reyes                      | Maria Esther Bueno Janet Hopps                     | 4–6, 6–4, 6–4     |
| 1958                                    | Shirley Bloomer Christine Truman              | Mary Bevis Hawton Thelma Long                      | 6–3, 6–2          |
| 1957                                    | Mary Bevis Hawton Thelma Long                 | Yola Ramírez Rosie Reyes                           | 6–1, 6–1          |
| 1956                                    | Mary Bevis Hawton Thelma Long                 | Angela Buxton Darlene Hard                         | 6–4, 6–8, 9–7     |
| 1955                                    | Christiane Mercelis Patricia Ward             | Fay Muller Beryl Penrose                           | 6–4, 10–8         |
| 1954                                    | Patricia Ward E. Watson                       | Nelly Adamson Ginette Bucaille                     | 3–6, 6–3, 6–4     |
| 1953                                    | Maureen Connolly Julia Sampson                | Shirley Fry Doris Hart                             | 6–8, 6–4, 6–4     |
| 1952                                    | W. Hopman Thelma Long                         | Nicla Migliori Vittoria Tonolli                    | 6–2, 6–8, 6–1     |
| 1951                                    | Shirley Fry Doris Hart                        | Louise Brough Thelma Long                          | 6–1, 7–5          |
| 1950                                    | Jean Quertier Jean Walker-Smith               | Betty Hilton Kathleen Tuckey                       | 1–6, 6–3, 6–2     |
| Torneio não realizado entre 1949 e 1936 |                                               |                                                    |                   |
| 1935                                    | Evelyn Dearman Nancy Lyle                     | Cilly Aussem Elizabeth Ryan                        | 6–2, 6–4          |
| 1934                                    | Helen Jacobs Elizabeth Ryan                   | Ida Adamoff Doroth Andrus                          | 7–5, 9–7          |
| 1933                                    | Ida Adamoff Dorothy Andrus                    | Elizabeth Ryan Lucia Valerio                       | 6–3, 1–6, 6–4     |
| 1932                                    | Lolette Payot Colette Rosambert               | Dorothy Andrus Lucia Valerio                       | 7–5, 6–3          |
| 1931                                    | Anna Luzzatti Rosetta Gagliardi               | Dorothy Andrus Lucia Valerio                       | 6–3, 1–6, 6–3     |
| 1930                                    | Lilí de Álvarez Lucia Valerio                 | Claude Anet M. Neufels                             | 7–5, 6–7, 7–6     |